# Lothar Eckhart
Lothar Eckhart (* 11. Juli 1918 in Znaim; † 19. Dezember 1990 in Wien) war ein österreichischer Provinzialrömischer Archäologe.

## Leben
Lothar Eckhart studierte Klassische Archäologie an der Universität Wien. Seine Dissertation über die Darstellung von Säulen auf griechischen Vasen verfasste er bei Camillo Praschniker. Kurz nach seiner Promotion zum Dr. phil. 1951 erhielt er eine Stelle beim Grabungsprojekt in Lauriacum, das wenige Monate zuvor begonnen hatte. Infolge dieser Tätigkeit verlagerte sich Eckharts Forschungsschwerpunkt auf die Provinzialrömische Archäologie. Ab 1956 arbeitete Eckhart am Oberösterreichischen Landesmuseum in Linz, wo er die ur- und frühgeschichtlichen Sammlungen leitete. Bei der Teilung dieser Sammlungen 1963 wurde Eckhart zum Leiter der Abteilung für Römerzeit und Frühes Christentum ernannt. In dieser Stellung blieb er bis zu seiner Pensionierung Ende 1983; im Jahr zuvor, 1982, hatte ihn die Universität Wien zum Honorarprofessor für Provinzialrömische Archäologie ernannt. Eckhart leitete bis zu seinem Tod mehrere archäologischen Grabungen (neben Lauriacum vor allem in Lorch und Schlögen) und trug durch seine Grabungsberichte wesentlich zur Kenntnis der römischen Besiedlung Österreichs bei. Für das Corpus Signorum Imperii Romani (CSIR) verfasste er zwei Bände über die Skulpturen von Lauriacum und Ovilava.

## Schriften (Auswahl)
- Linzer Fundkatalog. Vorarbeiten zu einem wissenschaftlichen Katalog der römischen Funde aus dem Großraum Linz (= Linzer Archäologische Forschungen. Sonderheft I, II und III). Drei Bände, Linz 1964, 1966 und 1968.
- Das römische Donaukastell Schlögen in Oberösterreich (Die Ausgrabungen 1937–1959) (= Der römische Limes in Österreich. Band 25). Wien 1969.
- Die Skulpturen des Stadtgebietes von Lauriacum (= Corpus Signorum Imperii Romani Österreich. Band III, 2). Wien 1976.
- Die Skulpturen des Stadtgebietes von Ovilava (= Corpus Signorum Imperii Romani Österreich. Band III, 3). Wien 1981.
- Die Stadtpfarrkirche und Friedhofskirche St. Laurentius von Enns-Lorch-Lauriacum in Oberösterreich. Die archäologischen Ausgrabungen 1960–1966. Teil 1: Dokumentation und Analyse (= Forschungen in Lauriacum. 11). Drei Bände, Linz 1981.